# Tutong (Brunei)
Tutong is een district van Brunei. Het district omvat 1303 km² met 49.438 inwoners (2016) en is daarmee in grootte het derde district van Brunei.
De hoofdstad van het district is het gelijknamige Tutong.

## Ligging
Tutong ligt in het centrum van Brunei en grenst in het oosten en zuidoosten aan Maleisië. De districtshoofdstad Tutong ligt ca. 37 km van de landshoofdstad Bandar Seri Begawan verwijderd..
De Tasek Merimbun, het grote meer van Brunei, ligt in dit district.

## Bevolkingsontwikkeling
| 1947  | 1971   | 1981   | 1991   | 2001   | 2011   | 2016   |
| ----- | ------ | ------ | ------ | ------ | ------ | ------ |
| 6 847 | 15 900 | 21 615 | 29 730 | 38 649 | 43 852 | 49 438 |
| [ 1 ] |        |        |        |        |        |        |

## Bestuurlijke indeling

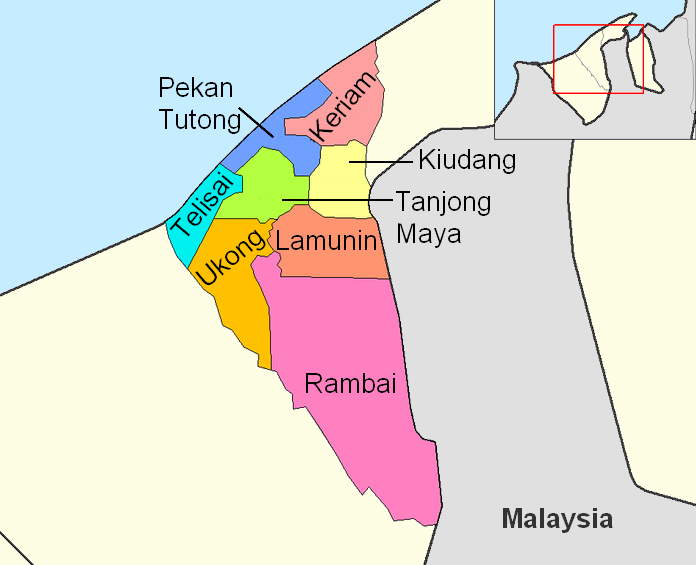
Regio's van Tutong

Het district Tutong is in 8 Moekim opgedeeld.
- Keriam
- Kiudang
- Lamunin
- Pekan Tutong
- Rambai
- Tanjong Maya
- Telisai
- Ukong

## Bezienswaardigheden
Tot de belangrijkste bezienswaardigheden horen het meer Tasek Merimbun, het Seri Kenangan-Strand (of Tutong-Strand) aan de Zuid-Chinese zee, het Sungai Basong Recreational Park en de Tamu Tutong Kampung Serambagun, een markt nabij de stad Tutong.
Belait · Brunei en Muara · Temburong · Tutong